# August Baeyens
August Louis Baeyens (Anvers (Bèlgica), 5 de juny, 1895 – Idem, 17 de juliol, 1966), va ser un violista i compositor belga.
Baeyens va estudiar viola, harmonia i contrapunt amb Napoleon Distelmans i August de Boeck al Conservatori Flamenc d'Anvers i va rebre un primer premi de viola el 1916. A partir de 1911, va ser viola a orquestres belgues, inclosa la de la companyia d'òpera de llengua francesa. a Anvers, de Royal, i a l'orquestra de la "Nieuwe Concerten".
El 1927, Baeyens va fundar l'"Anvers Kamermuziekensemble" (Anvers Chamber Ensemble). El grup va interpretar una àmplia gamma de música contemporània abans de la seva desaparició el 1932. Al conjunt se li atribueixen moltes estrenes belgues i altres, com ara obres d'Arnold Schoenberg, Alban Berg, Darius Milhaud, Francis Poulenc, Béla Bartók, Paul Hindemith, Arthur Honegger, Igor Stravinski, i diversos compositors flamencs com Jef van Durme i Karel Albert.
El 1932 Baeyens es va convertir en secretari de l'Òpera Reial Flamenca (Koninklijke Vlaamse Opera) traduint llibrets d'òpera al neerlandès entre altres tasques. Més tard, va ser nomenat director (1944–1948 i 1953–1958). El 1958 va dimitir per dedicar-se a la composició.Mertens, Corneel (1980), "Baeyens, August", The New Grove Dictionary of Music and Musicians, Volume 2, London: Macmillan, pp. 15–16, ISBN 0-333-23111-2 Després d'un llarg període de malaltia, va morir a Anvers el 17 de juliol de 1966.

## Obres seleccionades
Per consultar la llarga llista d'obres d'August Baeyens, aneu al seu arxiu de la Viquipèdia anglesa.